# Скрэмблинг
Скрэ́мблинг (англ. scramble — «карабкаться») — вид передвижения в горах, занимает промежуточное положение между ходьбой и скалолазанием. 
Согласно Новому Оксфордскому Американскому толковому словарю скрэмблинг — это «передвижение вверх по пересечённой местности, которое предусматривает использование рук». Это неоднозначный термин, который находится по середине между пешеходным туризмом, горным туризмом, альпинизмом и простым скалолазанием. Кроме того, скрэмблирование часто встречается в каньонинге.
В России, равно как и на всём постсоветском пространстве, термин практически не используется, но в англоязычных путеводителях и гайдах встречается регулярно.
Выражение «альпийский скрэмблинг» применяется к скрэмблингу в высоких горах, таких как Альпы или Скалистые горы в США. Организации альпинистов дают следующее определение альпийскому скрэмблингу:

Альпийский скрэмблинг — это внетрековый поход, часто по снегу или скалам, с не техническим восхождением в качестве конечной точки маршрута. Не техническим восхождением является восхождение, которое достигается без необходимости определённых видов альпинистского снаряжения (обвязок, верёвки, защитной экипировки и так далее), и не связанный с путешествием по крутым склонам или ледникам. Тем не менее, термин включает в себя перевалы через скалы с небольшим углом наклона, трекинг по осыпям, пересечение водных потоков, продирание через заросли и хождение по заснеженным склонам.
Оригинальный текст (англ.)“Alpine Scrambles are off-trail trips, often on snow or rock, with a 'non-technical' summit as a destination. A non-technical summit is one that is reached without the need for certain types of climbing equipment (body harness, rope, protection hardware, etc), and not involving travel on extremely steep slopes or on glaciers. However, this can mean negotiating lower angle rock, traveling through talus and scree, crossing streams, fighting one's way through dense brush, and walking on snow-covered slopes.”

## Общая информация
Несмотря на то, что использование верёвок может быть разумным при сложном скрэмблировании, регулярное использование верёвки и страховочного снаряжения относят к скалолазанию. Как правило, использование верёвок при скрэмблировании ограничивается базовыми целями безопасности.
Хотя большая часть удовольствия скремблирования зависит от свободы от технических средств, скрэмблинг без верёвок потенциально является одним из самых опасных видов горных походов. По этой причине горные туристы рекомендуют не пренебрегать верёвкой в случае сложного скрэмблирования. Скремблеров также призывают знать свои пределы и поворачивать назад до того, как они попадут в затруднительное положение.
Некоторые горные вершины могут быть достигнуты треккингом или скрэмблингом по их наименее крутой стене.

## Безопасность
Многие лёгкие маршруты могут стать тяжёлыми и опасными в плохую погоду. Гололедица и гололёд становятся особой проблемой в холодную погоду. Дымка и туман также могут очень быстро дезориентировать новичка. Проблема гипотермии встречается в дождь, а также туман, вследствие охлаждающего эффекта атмосферных осадков. Скрэмблеры обычно путешествуют в водонепроницаемой куртке и другой защитной одежде, а также имеют при себе аварийный запас еды и воды. Также необходима карта с высоким разрешением для точного следования по пути маршрута и отступления через организованные пути в случае плохой погоды или травмы.
Для любого скрэмблирования рекомендуется попутчик, также рекомендуется оставить детали планируемого трека у ответственного лица. На маршрутах в снежных условиях — необходимы шлем, ледоруб, кошки и знания для их использования.

## Классификационная система
По Йосамитской десятичной системе скрэмблинг относят к 3 классу YDS. По Британской системе классификации маршрутов маршруты скрэмблинга относят к лёгкой категории (Easy), некоторые сложные маршруты — к умеренной категории (Moderate) и изредка — к сложной (Difficult).
Путеводители оценивают маршруты для скрэмблинга следующим образом:
- Легко (Easy) — как правило, просто внетрековый маршрут с минимальным воздействием высоты (Exposure) (если вообще присутствует) и, возможно, придерживанием рукой или двумя. UIAA класс I.
- Умеренный (Moderate) — руки — необходимы часто, возможно воздействие высоты (Exposure), полезны навыки ориентирования. UIAA класс II.
- Сложный (Difficult) — руки постоянно в работе, падение может быть смертельным, требуются навыки ориентирования. Менее опытным группам рекомендуется рассмотреть вопрос об использовании верёвки на некоторых участках. UIAA класс III, IV и, возможно, V.

В Великобритании скрэмблинг, как правило, оценивают с помощью системы Эштона и её классификацией 1, 2, 3 или 3S (S для серьёзного), основываясь на технической сложности маршрута и воздействии высоты (Exposure). Обратите внимание, что некоторые из старых шотландских путеводителей использовали систему классов с 1 по 5, что приводит к значительной путанице и вариациям над классами 1, 2 и 3 в Шотландии.

## Маршруты Виа Феррата
Виа феррата — это горные маршруты, оснащённые фиксированными лестницами, канатами и мостами для безопасности скалолазов и горных туристов. Таким образом, подобные маршруты хотя и являются серьёзной формой скрэмблинга, имеют вспомогательные средства для безопасного восхождения. Сутью современного маршрута виа феррата является стальной трос, который проходит по маршруту и периодически, каждые 3—10 метров, крепится к скале. Используя специальный комплект для Via Ferrata, восходители могут прикрепить себя к тросу, тем самым избежав падения. Виа феррата позволяет осуществить потенциально опасный маршрут без рисков, связанных с незащищённым скремблированием и без необходимости альпинистского снаряжения, например, верёвок. Для относительно неопытных туристов, такие маршруты дают возможность насладиться впечатляющими позициями и открывают путь к сложным вершинам, доступ к которым, в обычном состоянии, является прерогативой серьёзных альпинистов. Поскольку некоторая экипировка всё же требуется (к тросу необходимо чем-то прикрепляться), равно как необходимо отсутствие акрофобии и наличие хотя бы базовой техники, маршруты виа феррата могут рассматриваться как отдельный вид обычного горного туризма.

## Великобритания
Маршруты, которые включают скремблирование, — особенно популярны в Великобритании, в том числе Гриб Гок в Сноудонии, хребет Бристли на горе Глайдер Фак и Шарп Эдж (Sharp Edge) на горе Бленкатра. Множество маршрутов имеются в Шотландии, например скальный гребень Анч Игч в Гленко. Многие из этих маршрутов включают в себя «плохие места» (bad step), где скрэмблинг внезапно становится гораздо более серьёзным. Например, траверс хребта Каиллин на острове Скай требует использования верёвки по крайней мере в одной точке. Маршруты по хребтам Лиатак и Бэн Эй в Уэстер Росс пройти легче, но они очень подвержены влиянию высоты (Exposure), спуск с таких хребтов — сильно ограничен, поэтому, как только скрэмблер начал подъём, он вынужден продолжать маршрут до конца.
Основной источник информации для скрэмблеров Великобритании, путеводитель Уильяма Паучера (W. A. Poucher) ещё встречается, но он — устарел. Более поздние путеводители были выпущены издательством Cicerone.

## Канада
Руководство по 156 маршрутам для скрэмблинга в канадских Скалистых горах может быть найдено в книге Алана Кейна «Scrambles in the Canadian Rockies». Журнал Бэкпэкер (Backpacker Magazine) дважды называл эту книгу «экспедиционным гайдом». Канадский журнал альпинистов Canadian Alpine Journal назвал эту книгу «Евангелием осыпи».
В конце лета, с помощью скремблирования возможно восхождение на Пик Стэнли, гору, высотой 3155 метров, расположенную в северо-восточной части национального парка Кутеней, в канадских Скалистых горах. Но маршрут включает в себя сложное ориентирование среди множества карнизов и оврагов на северной стене горы.

## США
Гора Джефферсон в округе Коос (штат Нью-Гэмпшир) является третьей по высоте горой в штате. Она имеет прямой маршрут на вершину, началом которого является самая высокая точка государственной дороги в Нью-Гемпшире (917 м). Этот маршрут набирает только 823 метра вертикально на вершину, делая её простой для любого восхождения. Тем не менее, восхождение на самый пик, включает в себя некоторое скрэмблирование с воздействием высоты (Exposure) и иногда может быть сложным.